# 清水カルマ
清水カルマ（しみず カルマ）は、日本のホラー作家、フリーライター。奈良県出身。

## 経歴
2018年に『禁じられた遊び』で第4回本のサナギ賞大賞を受賞し、作家デビュー。同作は中田秀夫監督により、映画化することが決定した。映画は、2023年9月8日公開。

## 作品リスト
- 禁じられた遊び（2019年6月14日、ディスカヴァー文庫）
- 寄生リピート（2020年10月7日、幻冬舎文庫）
- カケラ女（2021年2月19日、ディスカヴァー文庫）
- 忌少女 きしょうじょ（2022年3月25日、ディスカヴァー文庫）